# آبادام
آبادام (به لاتین: Abadam) یک سکونتگاه مسکونی در نیجریه است که در ایالت بورنو واقع شده‌است.